# Cal Codinach
Cal Codinach és un edifici de Sant Boi de Lluçanès (Osona) inclòs a l'Inventari del Patrimoni Arquitectònic de Catalunya.

## Descripció
Es tracta d'una casa de considerables dimensions amb teulada a dues vessants i desaigua lateral. A la façana principal hi ha una portalada amb arc rebaixat i dues galeries sobreposades amb tres arcades d'arc rebaixat cadascuna, les del pis superior són més petites. La majoria de les finestres són de pedra treballada. A la part dreta de la casa hi ha afegit un cos formant una galeria terrat. A la part del darrere un pou al qual s'accedeix amb escales de pedra i, davant, una era i cabanes.

## Història
Codines és considerada una de les cases importants i històriques del terme de Sant Boi. L'arxiu de la casa té documents que reculen fins a l'any 1185.